# Liste des chapelles du Cantal
 (novembre 2024).
La liste des chapelles du Cantal présente les chapelles de culte catholique situées sur le territoire des communes du départements français du Cantal.
Il est fait état des diverses protections dont elles peuvent bénéficier, et notamment les inscriptions et classements au titre des monuments historiques.
Toutes sont situées dans le diocèse de Saint-Flour.

## Liste
| Chapelle                                                                    | Commune             | Adresse | Coordonnées                      | Notice         | Protection                                  | Date | Illustration                                                          |
| --------------------------------------------------------------------------- | ------------------- | ------- | -------------------------------- | -------------- | ------------------------------------------- | ---- | --------------------------------------------------------------------- |
| Chapelle Notre-Dame-de-Pitié d'Allanche                                     | Allanche            |         | 45° 12′ 47″ nord, 2° 56′ 24″ est |                |                                             |      | Image manquante Téléverser                                            |
| Chapelle Saint-Michel d'Alleuze                                             | Alleuze             |         | 44° 57′ 40″ nord, 3° 05′ 13″ est |                |                                             |      | Image manquante Téléverser                                            |
| Chapelle Notre-Dame-de-la-Pitié d'Ally                                      | Ally                |         | 45° 08′ 57″ nord, 2° 19′ 31″ est |                |                                             |      | Image manquante Téléverser                                            |
| Chapelle Notre-Dame du Roc-Vignonnet                                        | Antignac            |         | 45° 20′ 21″ nord, 2° 31′ 59″ est | « PA00093440 » | Classé MH                                   | 1930 | Chapelle Notre-Dame du Roc-Vignonnet                                  |
| Chapelle du couvent de la Thébaïde                                          | Arches              |         | 45° 16′ 46″ nord, 2° 17′ 06″ est |                |                                             |      | Image manquante Téléverser                                            |
| Chapelle Notre-Dame d'Aurinques                                             | Aurillac            |         | 44° 55′ 51″ nord, 2° 26′ 34″ est | « PA00093449 » | Inscrit MH                                  | 1931 | Chapelle Notre-Dame d'Aurinques                                       |
| Chapelle de l'hôpital d'Aurillac                                            | Aurillac            |         | 44° 55′ 36″ nord, 2° 26′ 14″ est |                |                                             |      | Image manquante Téléverser                                            |
| Chapelle Sainte-Bernadette d'Aurillac                                       | Aurillac            |         | 44° 55′ 48″ nord, 2° 26′ 11″ est |                |                                             |      | Image manquante Téléverser                                            |
| Chapelle Saint-Pierre de Boisset                                            | Boisset             |         | 44° 47′ 06″ nord, 2° 15′ 15″ est | « PA00093474 » | Classé MH Fresques conservées à l'intérieur | 1955 | Image manquante Téléverser                                            |
| Chapelle Sainte-Madeleine de Méjanesserre                                   | Brezons             |         | 44° 58′ 22″ nord, 2° 49′ 06″ est |                |                                             |      | Image manquante Téléverser                                            |
| Chapelle de la Boyle                                                        | Brezons             |         | 44° 59′ 59″ nord, 2° 48′ 23″ est |                |                                             |      | Image manquante Téléverser                                            |
| Chapelle de Lachamp                                                         | Celles              |         | 45° 05′ 00″ nord, 2° 57′ 41″ est |                |                                             |      | Image manquante Téléverser                                            |
| Chapelle Notre-Dame-de-Grâce de Beynac                                      | Celles              |         | 45° 05′ 47″ nord, 2° 56′ 26″ est |                |                                             |      | Image manquante Téléverser                                            |
| Chapelle de la Bruyère                                                      | Chalvignac          |         | 45° 14′ 49″ nord, 2° 16′ 23″ est |                |                                             |      | Image manquante Téléverser                                            |
| Chapelle non consacrée d'Aynes                                              | Chalvignac          |         | 45° 14′ 00″ nord, 2° 13′ 04″ est |                |                                             |      | Image manquante Téléverser                                            |
| Chapelle Saint-Jacques du Bru                                               | Charmensac          |         | 45° 14′ 09″ nord, 3° 03′ 24″ est |                |                                             |      | Image manquante Téléverser                                            |
| Chapelle Saint-Antoine de Chastel-sur-Murat                                 | Murat               |         | 45° 07′ 24″ nord, 2° 51′ 19″ est | « PA00093492 » | Classé MH                                   | 1947 | Chapelle Saint-Antoine de Chastel-sur-Murat                           |
| Chapelle Notre-Dame-de-Pitié de Chaudes-Aigues                              | Chaudes-Aigues      |         | 44° 51′ 23″ nord, 3° 00′ 32″ est | « PA15000032 » | Inscrit MH                                  | 2006 | Chapelle Notre-Dame-de-Pitié de Chaudes-Aigues                        |
| Chapelle des Pénitents de Chaudes-Aigues                                    | Chaudes-Aigues      |         | 44° 51′ 11″ nord, 3° 00′ 12″ est |                |                                             |      | Chapelle des Pénitents de Chaudes-Aigues                              |
| Chapelle Saint-Jean-Baptiste de Contres                                     | Chaussenac          |         | 45° 10′ 45″ nord, 2° 17′ 54″ est |                |                                             |      | Image manquante Téléverser                                            |
| Chapelle Saint-Jean-Baptiste d'Escladines                                   | Chaussenac          |         | 45° 09′ 21″ nord, 2° 17′ 01″ est |                |                                             |      | Image manquante Téléverser                                            |
| Chapelle Sainte-Blandine de l'abbaye de Féniers                             | Condat              |         | 45° 19′ 25″ nord, 2° 46′ 15″ est |                |                                             |      | Chapelle Sainte-Blandine de l'abbaye de Féniers                       |
| Chapelle Saint-Eustache de Maison Rouge                                     | Cros-de-Montvert    |         | 45° 03′ 12″ nord, 2° 10′ 19″ est |                |                                             |      | Image manquante Téléverser                                            |
| Chapelle Saint-Jacques de Roc-de-Ronesque                                   | Cros-de-Ronesque    |         | 44° 49′ 45″ nord, 2° 36′ 05″ est |                |                                             |      | Image manquante Téléverser                                            |
| Chapelle monolithique Saint-Michel de Fontanges                             | Fontanges           |         | 45° 07′ 03″ nord, 2° 29′ 53″ est |                |                                             |      | Chapelle monolithique Saint-Michel de Fontanges                       |
| Chapelle de la Visitation d'Aubespeyre                                      | Junhac              |         | 44° 41′ 07″ nord, 2° 27′ 57″ est |                |                                             |      | Image manquante Téléverser                                            |
| Chapelle de Loubarcet                                                       | La Chapelle-Laurent |         | 45° 10′ 38″ nord, 3° 12′ 58″ est | « PA00132727 » | Inscrit MH                                  | 1994 | Chapelle de Loubarcet                                                 |
| Chapelle Saint-Blaise de Lanobre                                            | Lanobre             |         | 45° 26′ 35″ nord, 2° 30′ 20″ est |                |                                             |      | Chapelle Saint-Blaise de Lanobre                                      |
| Chapelle Notre-Dame-de-la-Paix de Super Lioran                              | Laveissière         |         | 45° 05′ 03″ nord, 2° 44′ 58″ est |                |                                             |      | Image manquante Téléverser                                            |
| Chapelle de Notre-Dame de Montserat                                         | Madic               |         | 45° 22′ 58″ nord, 2° 27′ 17″ est |                |                                             |      | Chapelle de Notre-Dame de Montserat                                   |
| Chapelle Notre-Dame-du-Bon-Secours de Roquenatou                            | Marmanhac           |         | 45° 00′ 11″ nord, 2° 30′ 13″ est |                |                                             |      | Image manquante Téléverser                                            |
| Chapelle Sainte-Madeleine de Chalet                                         | Massiac             |         | 45° 16′ 14″ nord, 3° 11′ 51″ est | « PA00093541 » | Classé MH                                   | 1982 | Chapelle Sainte-Madeleine de Chalet                                   |
| Chapelle Saint-Victor de Saint-Victor (Cantal)                              | Massiac             |         | 45° 16′ 07″ nord, 3° 11′ 13″ est |                |                                             |      | Image manquante Téléverser                                            |
| Chapelle carolingienne de Saint-Victor de Massiac                           | Massiac             |         | 45° 16′ 00″ nord, 3° 11′ 08″ est |                |                                             |      | Chapelle carolingienne de Saint-Victor de Massiac                     |
| Chapelle de la maison de retraite Saint-Antoine des Vaysses                 | Mauriac             |         | 45° 13′ 32″ nord, 2° 19′ 35″ est |                |                                             |      | Image manquante Téléverser                                            |
| Chapelle du collège des Jésuites de Mauriac                                 | Mauriac             |         | 45° 13′ 01″ nord, 2° 19′ 53″ est |                |                                             |      | Image manquante Téléverser                                            |
| Chapelle Saint-Mari de Puy-Saint-Mary                                       | Mauriac             |         | à géolocaliser                   |                |                                             |      | Image manquante Téléverser                                            |
| Chapelle de Vauclair                                                        | Molompize           |         | 45° 12′ 31″ nord, 3° 05′ 56″ est | « PA00093550 » | Classé MH                                   | 1921 | Chapelle de Vauclair                                                  |
| Chapelle Notre-Dame-de-Claviers de Moussages                                | Moussages           |         | 45° 13′ 27″ nord, 2° 27′ 03″ est | « PA00093558 » | Inscrit MH                                  | 1986 | Chapelle Notre-Dame-de-Claviers de Moussages                          |
| Chapelle de l'hôpital de Murat                                              | Murat               |         | 45° 06′ 39″ nord, 2° 52′ 21″ est |                |                                             |      | Image manquante Téléverser                                            |
| Chapelle du prieuré Sainte-Thérèse de Murat                                 | Murat               |         | 45° 06′ 35″ nord, 2° 52′ 23″ est |                |                                             |      | Image manquante Téléverser                                            |
| Chapelle de Lanau                                                           | Neuvéglise          |         | 44° 53′ 30″ nord, 2° 59′ 54″ est |                |                                             |      | Image manquante Téléverser                                            |
| Chapelle Notre-Dame du Puy-Rachat                                           | Nieudan             |         | 44° 58′ 47″ nord, 2° 14′ 50″ est |                |                                             |      | Chapelle Notre-Dame du Puy-Rachat                                     |
| Chapelle de Pierrefiche                                                     | Oradour             |         | 44° 55′ 18″ nord, 2° 53′ 19″ est |                |                                             |      | Image manquante Téléverser                                            |
| Chapelle du Cantal                                                          | Pailherols          |         | 45° 01′ 27″ nord, 2° 43′ 58″ est | « IA00131355 » |                                             |      | Chapelle du Cantal                                                    |
| Chapelle Notre-Dame de Turlande                                             | Paulhenc            |         | 44° 52′ 35″ nord, 2° 49′ 34″ est | « PA15000001 » | Inscrit MH                                  | 1996 | Image manquante Téléverser                                            |
| Chapelle de l'hospice de la Devèze                                          | Paulhenc            |         | à géolocaliser                   |                |                                             |      | Chapelle de l'hospice de la Devèze                                    |
| Chapelle de Laboudie                                                        | Pleaux              |         | 45° 07′ 33″ nord, 2° 12′ 45″ est |                |                                             |      | Image manquante Téléverser                                            |
| Chapelle du Rocher d'Enchanet                                               | Pleaux              |         | 45° 05′ 04″ nord, 2° 11′ 21″ est |                |                                             |      | Image manquante Téléverser                                            |
| Chapelle Notre-Dame du château de Saint-Christophe-les-Gorges               | Pleaux              |         | 45° 05′ 56″ nord, 2° 17′ 57″ est |                |                                             |      | Image manquante Téléverser                                            |
| Chapelle Saint-Mary dite la capelotte de Saint-Mary de Roannes-Saint-Mary   | Roannes-Saint-Mary  |         | 44° 48′ 37″ nord, 2° 24′ 05″ est |                |                                             |      | Image manquante Téléverser                                            |
| Chapelle Notre-Dame-des-Grâces dite chapelle du Bourniou de Roumégoux       | Roumégoux           |         | 44° 51′ 20″ nord, 2° 10′ 31″ est |                |                                             |      | Chapelle Notre-Dame-des-Grâces dite chapelle du Bourniou de Roumégoux |
| Chapelle Notre-Dame-du-Château de Saignes                                   | Saignes             |         | 45° 20′ 01″ nord, 2° 28′ 51″ est | « PA00093593 » | Classé MH                                   | 1921 | Chapelle Notre-Dame-du-Château de Saignes                             |
| Chapelle de la Visitation de Saint-Flour                                    | Saint-Flour         |         | 45° 01′ 59″ nord, 3° 05′ 05″ est |                |                                             |      | Image manquante Téléverser                                            |
| Chapelle de l'hôpital de Saint-Flour                                        | Saint-Flour         |         | 45° 02′ 02″ nord, 3° 05′ 08″ est |                |                                             |      | Image manquante Téléverser                                            |
| Chapelle du Carmel dite la Grande chapelle de Saint-Flour                   | Saint-Flour         |         | 45° 01′ 57″ nord, 3° 05′ 44″ est |                |                                             |      | Image manquante Téléverser                                            |
| Chapelle du Carmel dite la Petite chapelle de Saint-Flour                   | Saint-Flour         |         | 45° 01′ 57″ nord, 3° 05′ 43″ est |                |                                             |      | Image manquante Téléverser                                            |
| Chapelle du cimetière de Saint-Flour                                        | Saint-Flour         |         | 45° 02′ 14″ nord, 3° 05′ 04″ est |                |                                             |      | Image manquante Téléverser                                            |
| Chapelle du grand Séminaire de Saint-Flour                                  | Saint-Flour         |         | 45° 01′ 57″ nord, 3° 05′ 28″ est |                |                                             |      | Image manquante Téléverser                                            |
| Chapelle Notre-Dame du Calvaire de Saint-Flour                              | Saint-Flour         |         | 45° 02′ 18″ nord, 3° 05′ 06″ est |                |                                             |      | Image manquante Téléverser                                            |
| Chapelle Saint-Louis de Fraissinet                                          | Saint-Flour         |         | 45° 01′ 43″ nord, 3° 02′ 32″ est |                |                                             |      | Image manquante Téléverser                                            |
| Chapelle du Pirou                                                           | Saint-Georges       |         | 45° 00′ 46″ nord, 3° 09′ 33″ est |                |                                             |      | Chapelle du Pirou                                                     |
| Chapelle Notre-Dame-de-la-Font-Sainte de Suc-de-Rochemonteix                | Saint-Hippolyte     |         | 45° 12′ 41″ nord, 2° 41′ 06″ est |                |                                             |      | Chapelle Notre-Dame-de-la-Font-Sainte de Suc-de-Rochemonteix          |
| Chapelle d'Albart                                                           | Saint-Illide        |         | 45° 03′ 42″ nord, 2° 17′ 50″ est | « PA15000050 » | Inscrit MH                                  | 2013 | Chapelle d'Albart                                                     |
| Chapelle des Vernhes                                                        | Saint-Illide        |         | 45° 03′ 06″ nord, 2° 19′ 24″ est |                |                                             |      | Image manquante Téléverser                                            |
| Chapelle Notre-Dame des Templiers de Puy de Teldes                          | Saint-Pierre        |         | 45° 24′ 03″ nord, 2° 22′ 26″ est |                |                                             |      | Image manquante Téléverser                                            |
| Chapelle Saint-Eutrope d'Escalmels                                          | Saint-Saury         |         | 44° 52′ 48″ nord, 2° 05′ 46″ est |                |                                             |      | Image manquante Téléverser                                            |
| Chapelle Lizet de Salers                                                    | Salers              |         | 45° 08′ 21″ nord, 2° 29′ 51″ est |                |                                             |      | Image manquante Téléverser                                            |
| Chapelle Notre-Dame-de-Lorette de Malprangère                               | Salers              |         | 45° 08′ 25″ nord, 2° 29′ 51″ est |                |                                             |      | Image manquante Téléverser                                            |
| Chapelle Saint-Amand de Sourniac                                            | Sourniac            |         | 45° 16′ 41″ nord, 2° 21′ 12″ est | « PA00093695 » | Inscrit MH Totalité du chœur subsistant     | 1983 | Chapelle Saint-Amand de Sourniac                                      |
| Chapelle Notre-Dame de Valentine                                            | Ségur-les-Villas    |         | 45° 12′ 20″ nord, 2° 49′ 40″ est |                |                                             |      | Chapelle Notre-Dame de Valentine                                      |
| Chapelle Notre-Dame-de-Consolation de Thiézac                               | Thiézac             |         | 45° 01′ 01″ nord, 2° 40′ 05″ est | « PA00093699 » | Classé MH                                   | 1980 | Chapelle Notre-Dame-de-Consolation de Thiézac                         |
| Chapelle du Mont Calvaire, anciennement chapelle Saint-Rémy de Vic-sur-Cère | Vic-sur-Cère        |         | 44° 58′ 53″ nord, 2° 37′ 32″ est |                |                                             |      | Image manquante Téléverser                                            |
| Chapelle Sainte-Reine de Virargues                                          | Virargues           |         | 45° 07′ 21″ nord, 2° 53′ 08″ est |                |                                             |      | Image manquante Téléverser                                            |